# Mitología huichol

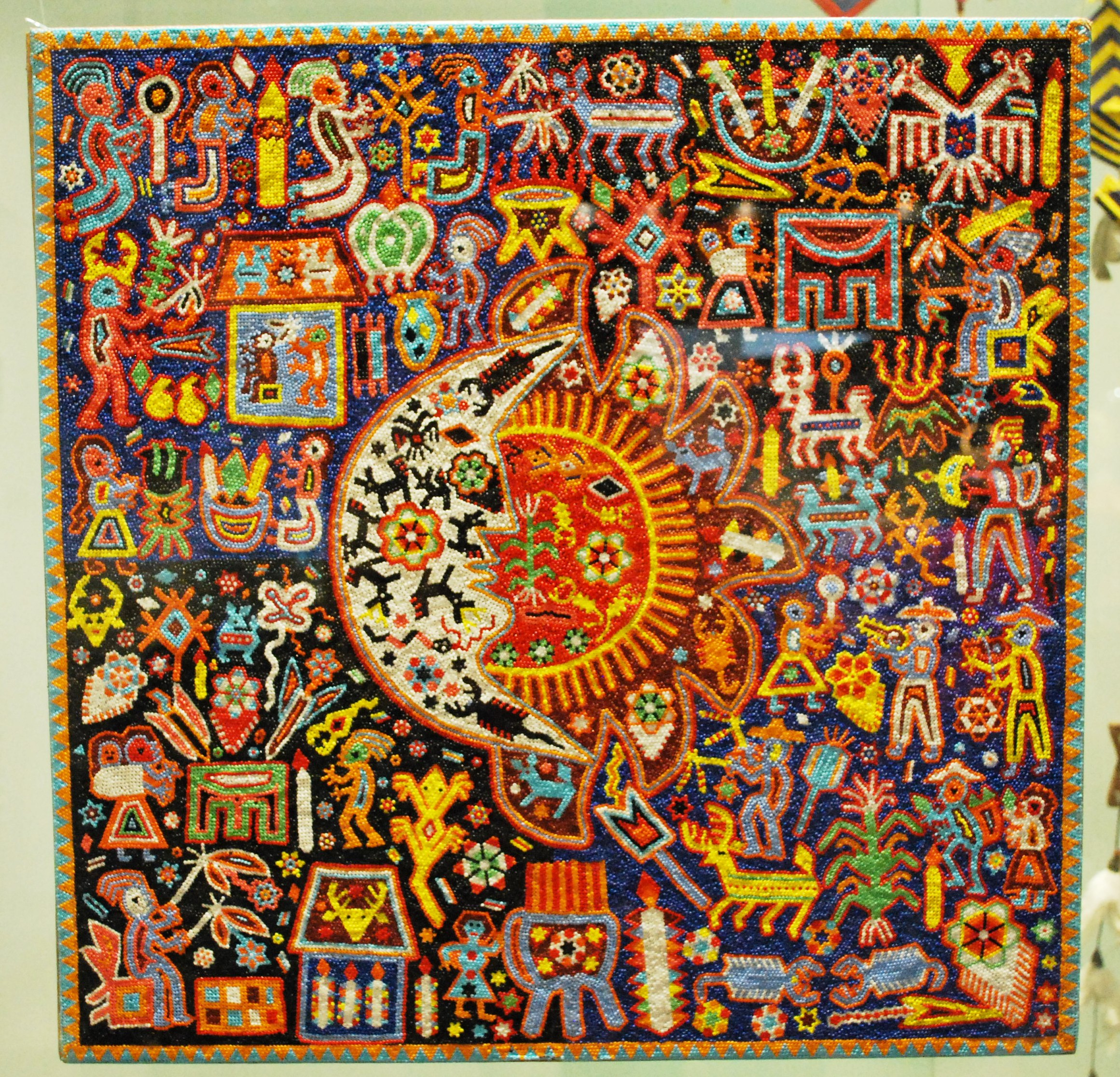
Arte wixárica con un gran número dioses representados.

La mitología huichol, huichola, wixarica o wirrarica es el conjunto de mitos y relatos, formas de ver el mundo, conocimientos y concepciones que integran la cultura perteneciente a la religión y cultura prehispánica y actual del pueblo wixarica o huichol. Trata sobre la concepción del mundo y la cosmogonía de este pueblo mesoamericano. Es de las pocas culturas que no fue reemplazada por las creencias españolas al paso de la conquista y sigue floreciendo al centro norte de la República mexicana.

## El Panteón huichol

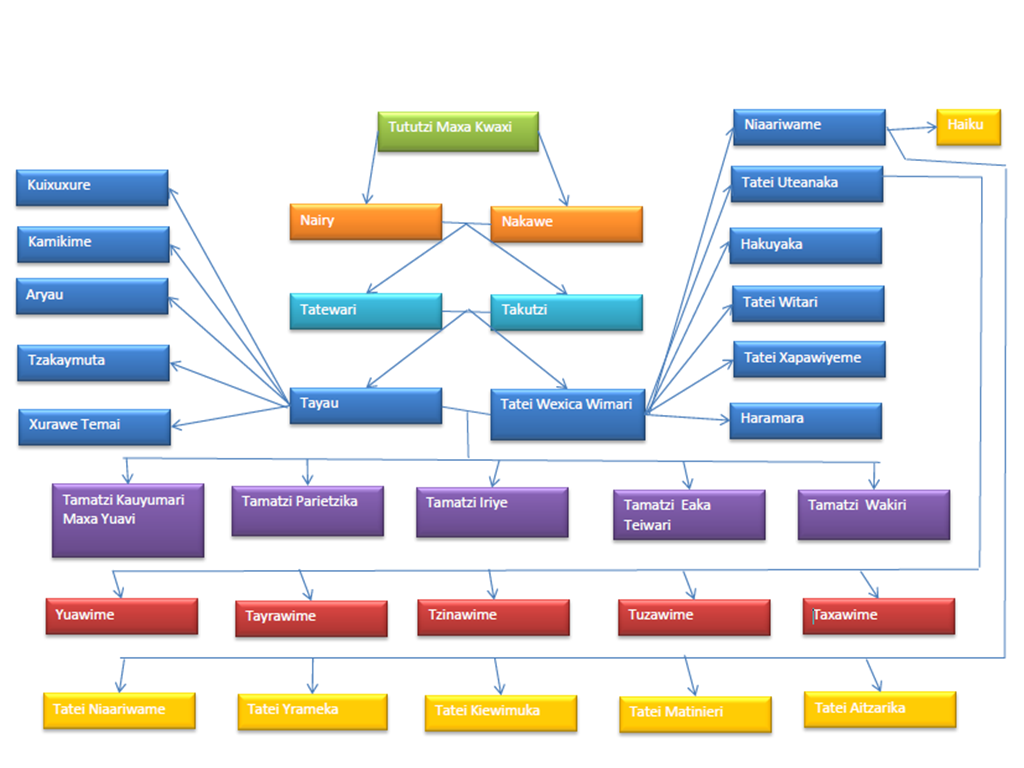
Genealogía de los dioses de la mitología wixarica.

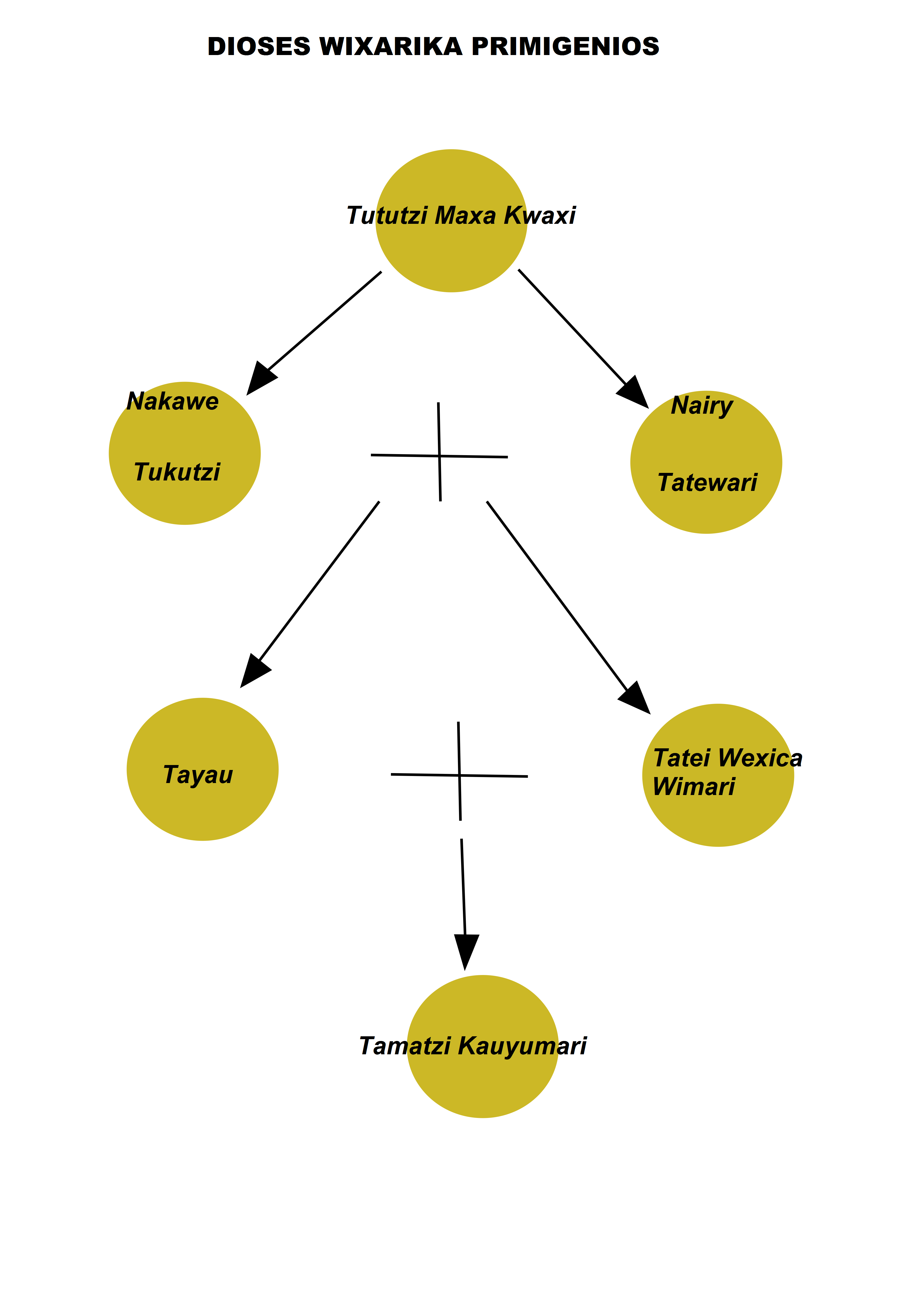
Esquema con la desdoblación de los principales dioses wirrarika.

### La tríada fundamental

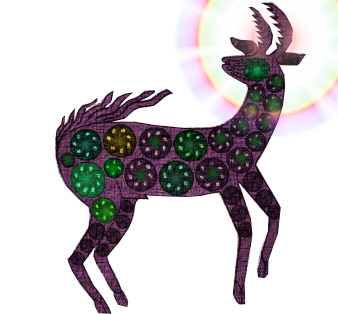
Representación de Kauyumari, el dios venado azul. Basado en el modelo de Santos Daniel.

## Concepción wixárica del universo

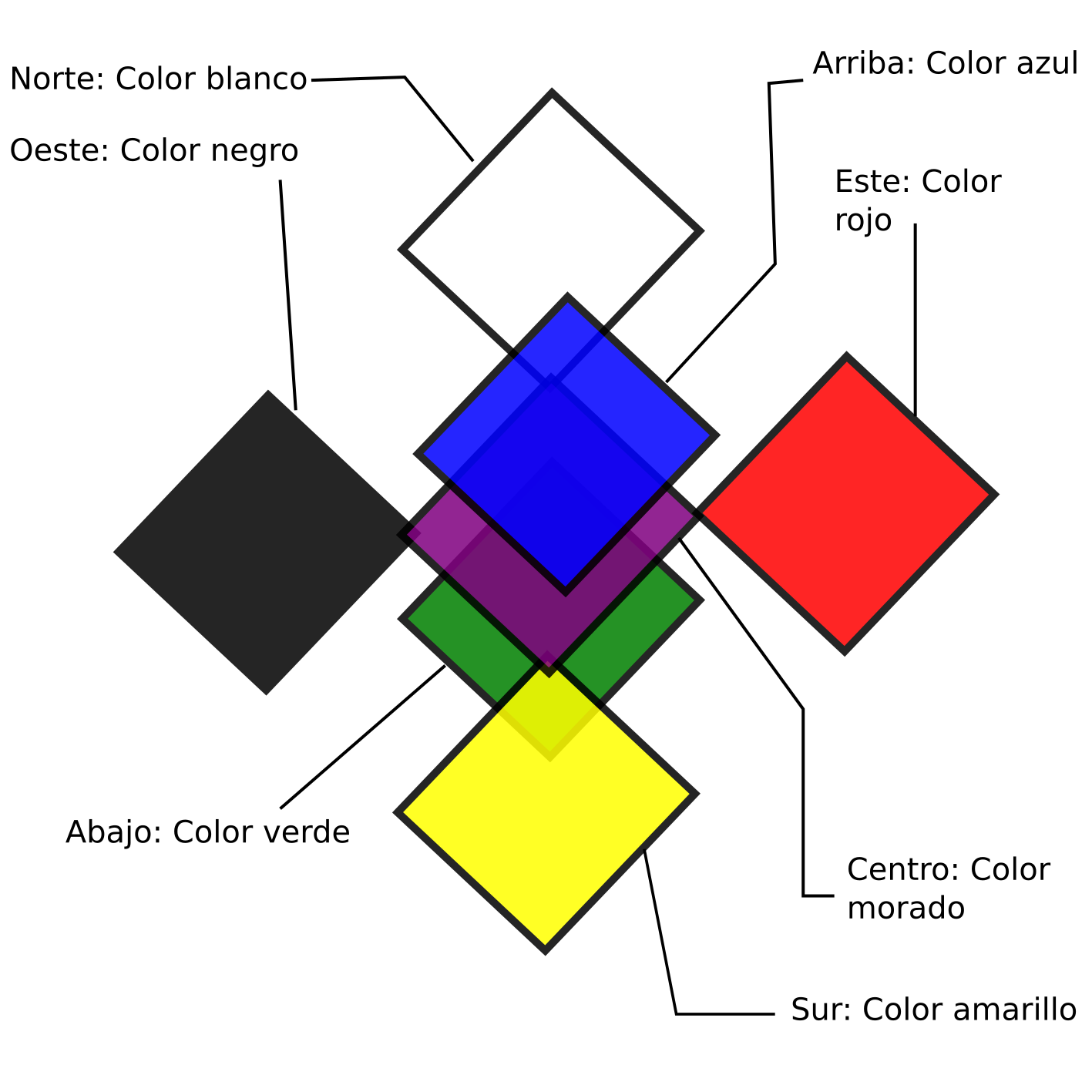
Las cinco direcciones del universo según los wirrarika y sus dos direcciones auxiliares, conformando siete direcciones en total.

## Cosmovisión